# Хорватія в Першій світовій війні

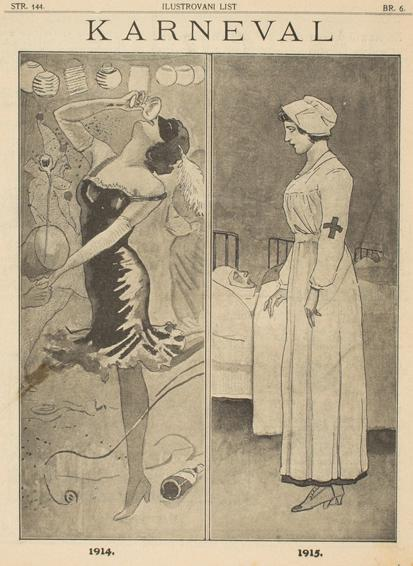
Карикатура 1915 року із журналу «Carnival», яка показує різкий контраст довоєнного і воєнного життя в Загребі

Хорватія під час Першої світової війни — частина хорватської історії, що охоплює період Першої світової війни (1914-1918). На початку війни в 1914 році Хорватія входила до складу Австро-Угорської імперії. Її територію було адміністративно розділено між австрійською та угорською частинами імперії: Меджимур'є і Бараня були в угорській частині (Транслейтанія), Королівство Хорватії і Славонії було окремою напівавтономною одиницею, формально перебуваючи під юрисдикцією Угорського королівства, Далмація і Істрія були в австрійській частині (Цислейтанія), а місто Рієка, відоме як «Вільне місто Фіуме», мало напівавтономний статус.
Питання про злуку хорватських земель було наріжною проблемою, яку так і не вдалося розв'язати зі створенням дуалістичної монархії 1867 року. Багато політичних проблем упродовж балканських воєн призвели до стану неспокою, страйків і серії політичних убивств на початку війни. Хорватська політика зводилася або до бажання залишитися в Імперії і намагатися знайти найкращий розв'язок у її рамках, або до просування ідеї об'єднання з Королівством Сербія і Королівством Чорногорія у спільну південнослов'янську державу. Політична діяльність під час війни була вкрай обмежена повнотою влади, зосередженої в руках військових, а заклики до створення єдиної південнослов'янської держави прирівнювалися до державної зради.
Під час Першої світової війни хорвати в основному воювали на Сербському фронті, на Східному фронті проти Російської імперії та на Італійському фронті проти Королівства Італія, хоча невелика кількість хорватів також брала участь у боях на інших фронтах. Частина хорватів воювала на боці Антанти. Це були переважно хорватські добровольці з-за кордону (головним чином із США) та військовополонені або втікачі з австро-угорської армії. Протягом війни Хорватія зазнала великих людських та економічних втрат, що додатково посилив спалах «іспанки» наприкінці війни. Хорватські військові втрати у війні, ймовірно, становили близько 190 000 осіб, хоча деякі джерела наводять дані про 137 000 загиблих військовиків і 109 000 жертв серед цивільного населення.
В умовах розпаду імперії, анархії і непевності наприкінці війни хорватський парламент оголосив 29 листопада 1918 року відокремлення від імперії і приєднання до Держави словенців, хорватів і сербів, яка 1 грудня 1918 об'єдналася із Сербією в Королівство сербів, хорватів і словенців.

## Ситуація в Хорватії

### Початок війни
Коли до Хорватії докотилася звістка про вбивство ерцгерцога Франца Фердинанда 28 червня 1914 року в Сараєві, у країні запанували неспокій і напруженість. Незабаром після цього в самому тільки Загребі було розкуплено більш ніж 50 000 примірників газет, при цьому продавці газет перебували під охороною поліції. Увечері того самого дня, в який трапилося вбивство, хорвати провели поминальні ходи і сходини із зображенням убитого спадкоємця престолу та хорватськими прапорами в жалобному обрамленні. Члени Партії права були неабияк приголомшені загибеллю Франца Фердинанда, бо він у минулому висловлювався прихильно до хорватських інтересів. Утім, деякі історики вважають малоймовірним, що Франц Фердинанд, ставши цісарем, коли-небудь би запровадив «тріалістичну монархію» з трьома рівноправними частинами: Австрією, Угорщиною та Хорватією, де остання включала би Словенію, Боснію і Герцеговину та Воєводину.

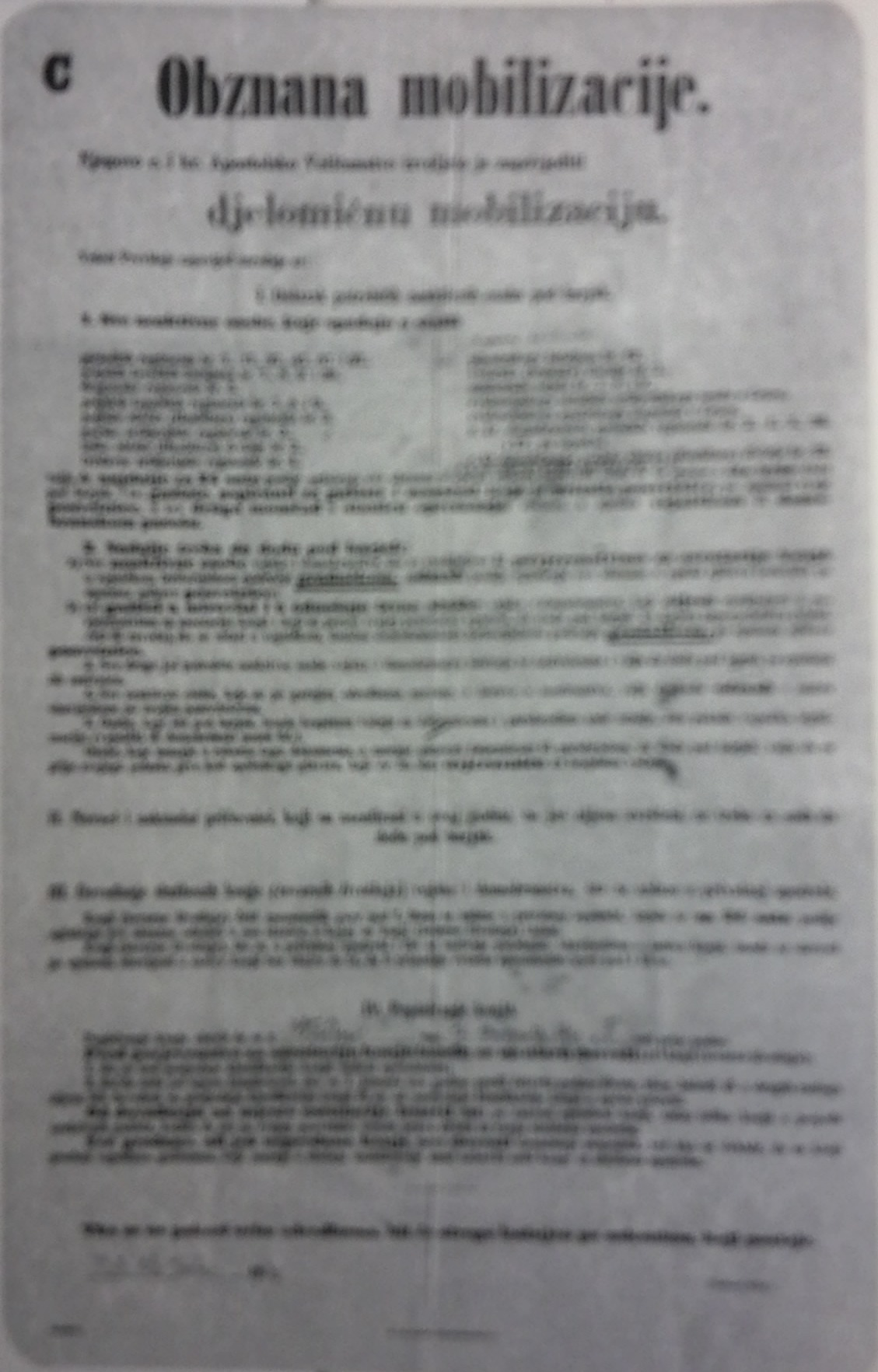
Оголошення про мобілізацію, 1914 р.

Члени Партії права, скориставшись певною дрібною провокацією та атмосферою скорботи, провели антисербські демонстрації. Після того, як хтось пожбурив камінь по поминальній ході, вони погромили крамниці, де власниками були серби, а також кав'ярні та місця збору проюгославських політиків. На депутатів парламенту з «Хорватсько-сербської коаліції» було вчинено фізичні напади. Члени «Соціал-демократичної партії Хорватії та Славонії» виступили з протестом проти такого насильства. Одночасно з великими антисербськими заворушеннями у Відні і Будапешті та серйозними інцидентами в Кондомініумі Боснії і Герцеговини з багатьма пораненими і вбитими у багатьох містах Хорватії трапилися сутички з орієнтованими на югославську ідею громадянами і об'єднаннями та сербськими об'єднаннями і клубами. Саме тоді було зруйновано будинок Сербського товариства ім. Душана Сильного у Дубровнику. Все це спричинив той факт, що вбивця Франца Фердинанда Гаврило Принцип був етнічним сербом. Повідомлялося про заворушення у Задарі, Метковичі, Беловарі, Вировитиці і Конавле, де протестувальники палили сербський прапор. У Джакові і Славонському Броді заворушення набули такого розмаху, що  потребували втручання армії. Крім того, в місті Петріня було введено комендантську годину. У Вуковарі і Земуні поліції вдалося запобігти розростанню сутичок. Більшість сербів у Хорватії схвалили вбивство. Відзначалися випадки провокацій, таких як носіння портретів короля Петра, радість, образи та урочистості. За святкування вбивства в Задарі було заарештовано 14 сербів.